# French Open 2022 (turniej legend kobiet)
French Open 2022 – turniej legend kobiet – zawody deblowe legend kobiet, rozgrywane w ramach drugiego w sezonie wielkoszlemowego turnieju tenisowego, French Open. Zmagania miały miejsce w dniach 31 maja–4 czerwca na ceglanych kortach Stade Roland Garros w 16. dzielnicy francuskiego Paryża.

## Drabinka

#### Klucz
- w/o – walkower
- k – krecz
- d – dyskwalifikacja
- Q – kwalifikant
- WC – dzika karta
- LL – szczęśliwy przegrany
- Alt – zawodnik zastępczy
- PR – ochrona rankingu
- SE – specjalna przepustka
- ITF – ranking ITF
- JE – ranking juniorski

### Faza finałowa
|  |       |                                     |   |    |    |
|  | Finał |                                     |   |    |    |
|  |       |                                     |   |    |    |
|  |       |                                     |   |    |    |
|  |       |                                     |   |    |    |
|  | A4    | Gisela Dulko Gabriela Sabatini      | 6 | 64 | 6  |
|  | A4    | Gisela Dulko Gabriela Sabatini      | 6 | 64 | 6  |
|  | B3    | Flavia Pennetta Francesca Schiavone | 1 | 7  | 10 |
|  | B3    | Flavia Pennetta Francesca Schiavone | 1 | 7  | 10 |
|  |       |                                     |   |    |    |

### Faza początkowa

#### Grupa A
|    |                                      | Golovin Tauziat      | Davenport Fernández        | Majoli Pierce              | Dulko Sabatini       | Mecze W–L | Sety W–L | Gemy W–L | Miejsce |
| A1 | Tatiana Golovin Nathalie Tauziat     |                      | 0:6, 1:6 (2 czerwca)       | 6:4, 6:3 (3 czerwca)       | 6:4, 6:4 (1 czerwca) | 2–1       | 4–2      | 25–27    | 2.      |
| A2 | Lindsay Davenport Mary Joe Fernández | 6:0, 6:1 (2 czerwca) |                            | 6:4, 0:6, 10–8 (1 czerwca) | 3:6, 3:6 (31 maja)   | 2–1       | 4–3      | 25–23    | 3.      |
| A3 | Iva Majoli Mary Pierce               | 4:6, 3:6 (3 czerwca) | 4:6, 6:0, 8–10 (1 czerwca) |                            | 4:6, 1:6 (2 czerwca) | 0–3       | 1–6      | 22–31    | 4.      |
| A4 | Gisela Dulko Gabriela Sabatini       | 4:6, 4:6 (1 czerwca) | 6:3, 6:3 (31 maja)         | 6:4, 6:1 (2 czerwca)       |                      | 2–1       | 4–2      | 32–23    | 1.      |